# Țap ispășitor

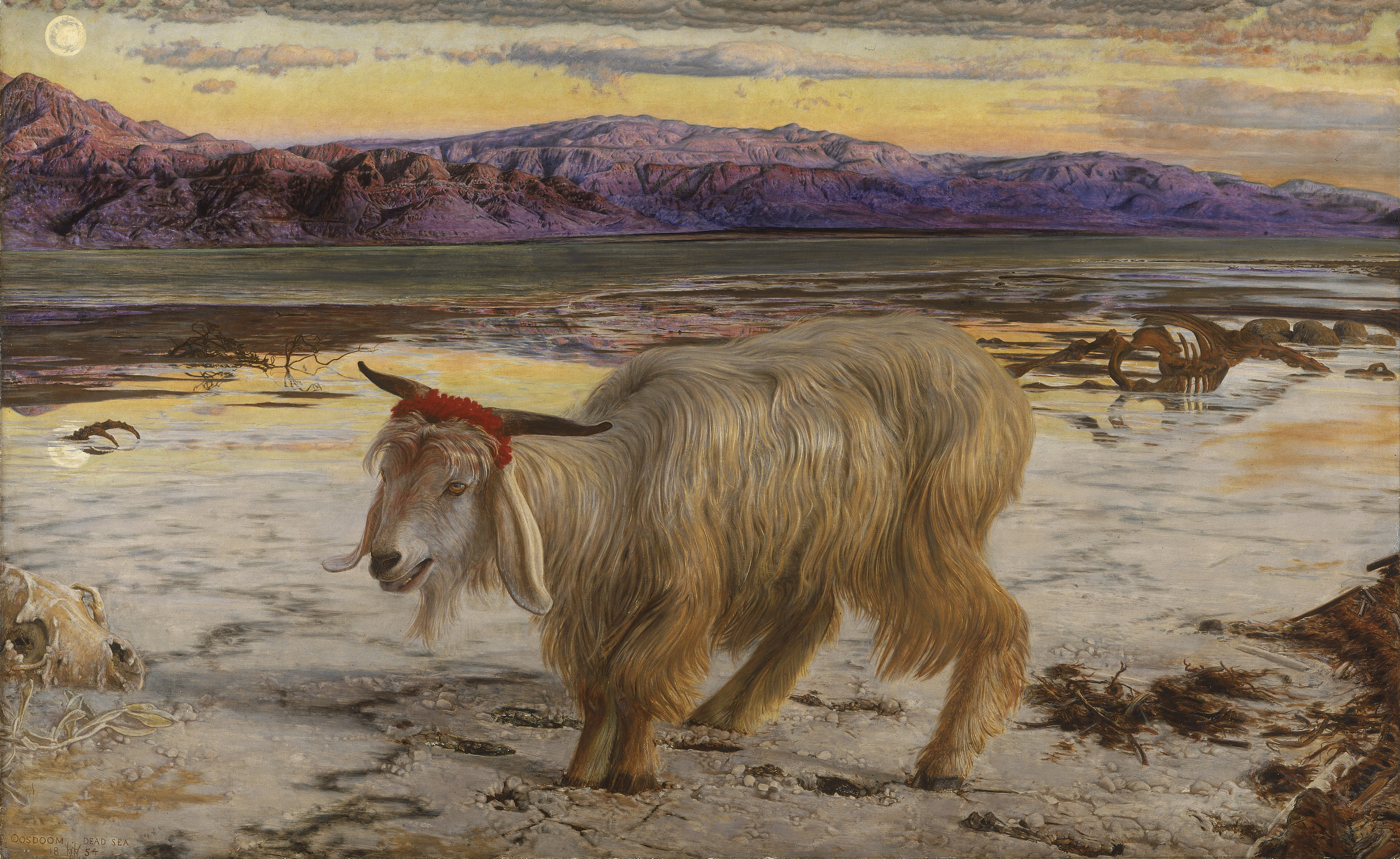
Țapul ispășitor, pictură de William Holman Hunt (1854), City Art Gallery, Manchester, Regatul Unit.

Țapul ispășitor era un animal folosit în timpul ritualurilor din cele mai vechi timpuri de evreii pentru a cere iertarea păcatelor în Templul din Ierusalim. Numele derivă de la ritul evreiesc efectuat în Ziua Ispășirii (Iom Kippur), când Marele Preot punea toate păcatele oamenilor pe un țap și îl alunga în deșert. Ritualul este descris în Biblie în Levitic (cap. 16), în Mișna (Yoma cap. 6) și în Talmud (Yoma, foile 66-67).
În sens figurat, expresia țap ispășitor se referă la un individ sau un obiect ales pentru a fi considerat responsabil pentru niște greșeli colective ale căror acesta este total sau parțial nevinovat. În istorie, fenomenul de țap ispășitor a avut motive culturale, sociale și religioase, conștiente sau nu.

## În iudaismul antic
Țapul ispășitor era un țap ce venea desemnat „pentru îndepărtarea absolută” (ebraică: לזֵֽאזֵֽל) la-'aza'zeyl; (pentru îndepărtarea simbolică a păcatelor oamenilor cu îndepărtarea literală a țapului), și ieșită în deșert ca parte a ceremoniilor Zilei Ispășirii, care a început în timpul Exodului cu Tabernacul original și a continuat prin vremurile templelor din Ierusalim.
O dată pe an, în ziua de Yom Kippur (adică „ziua ispășirii), Marele Pretot Cohen Gadol sacrifica un berbec ca jertfă de păcat pentru a ispăși păcatele pe care le-ar fi putut comite neintenționat pe tot parcursul anului. Ulterior comunitatea israelită oferea doi țapi, egali unul cu celălalt, pentru ca aceștia să se jertfească în Templul Ierusalimului pentru a-i ispăși de păcatele lor. 
Marele preot alegea, trăgând la sorți, între cei doi țapi. Unul trebuia să fie imolat lângă altarul sacrificiilor, plasat la intrarea din clădirea Templului. Sângele țapului era apoi folosit pentru curățarea templului și a altarului profanat de păcatele israeliților (Lev. 16, 5-10).
Marele preot așeza apoi mâinile pe celălalt țap și a mărturisea păcatele poporului lui Israel. Țapul era condus de cineva cu acestă sarcină într-o zonă deșertică (aflată probabil la aproximativ 12 kilometri de Ierusalim) (Lev. 16, 20-22). Acest animal nu era oferit lui YHWH sau lui Azazel, tocmai pentru că purta toate păcatele și, prin urmare, era neadecvată pentru a fi o victimă de sacrificiu.
După mulți exegeți, sensul teologic al ritului nu este clar; probabil constituie o exorcizare și o enculturație a riturilor arhaice rurale preexistente iudaismului.

## Perspectiva creștină
În creștinism, acest proces prefigurează jertfa lui Hristos pe crucea, datorită căreia păcatele pot fi ispășite. Creștinii cred că păcătoșii care își dețin vinovăția și își mărturisesc păcatele, exercitând credința și încrederea în persoana și sacrificiul lui Isus, sunt iertați de păcatele lor.
Fiindcă al doilea țap era trimis pentru a pieri, expresia „țap ispășitor” s-a transformat pentru a indica o persoană care este învinovățită și pedepsită pentru păcatele altora.

## Practici similare

### În Siria antică
Un concept similar al țapului ispășitor biblic este atestat în două texte rituale din arhivele de la Ebla din Secolul al XXIV-lea î.Hr. Acestea erau legate de purificarea rituală cu ocazia nunții regelui. În aceste ritualuri, o capră cu o brățară de argint atârnată la gât era dusă în pustiul „Alini”; acel „noi” din raportul ritualului implică întreaga comunitate. Astfel de „rituri de eliminare”, în care un animal este alungat după ce î-i sunt atribuite faptle rele (nu al păcatelor) al comunității, sunt atestate pe scară largă în Orientul Antic.

### În Grecia antică
Grecii antici practicau ritualuri de ispășire în timp excepțional bazat pe credința că repudierea unuia sau a doi indivizi ar salva întreaga comunitate. Ispășirea era practicată cu diferite ritualuri în Grecia Antică din diferite motive, dar era făcută mai ales în circumstanțe extraordinare, cum ar fi în ocazia foametei, secetei sau unei epidemii de ciumă. Țapul ispășitor ar fi, de obicei, un individ ce făcea parte din așa-zise „scursurile societății”, cum ar fi un criminal, un sclav sau o persoană săracă și era denumit pharmakos, katharma sau peripsima.
Există, însă, o dicotomie despre indivizii folosiți ca țapi ispășitori în poveștile mitice și în cele folosite în ritualurile propriu-zise. În poveștile mitice, se sublinia că cineva de o importanță ridicată trebuia sacrificată dacă întreaga societate ar fi beneficiat din cauza aversiunii unei catastrofei (de obicei un rege sau un copil al regelui). Cu toate acestea, întrucât niciun rege sau persoană de importanță nu ar fi fost dispusă să se jertfească, sau să se sacrifice copiii lor, țapul ispășitor în ritualurile reale era cineva din „scursurile societății”, căruia îi se acorda valoare printr-un tratament special, cum ar fi haine fine și mese înainte de ceremonia de sacrificiu.
Ceremoniile pentru sacrificiu variau în Grecia Antică, în funcție de sărbători și de tipurile de catastrofe. În Abdera, de exemplu, un om sărac era sărbătorit și apoi condus în jurul zidurilor orașului înainte de a fi alungat cu pietre. În Massilia, tot un om sărac era sărbătorit timp de un an și apoi izgonit din oraș pentru a opri o epidemie de ciumă.